# 경기평택항만공사
경기평택항만공사(京畿平澤港灣公社, Gyeonggi Pyeongtaek Port Corporation ; GPPC)는 부두 및 배후단지 건설, 물류단지 조성 등 항만인프라 구축과 홍보마케팅 등 평택항의 조기활성화와 지역 및 국가경제 발전에 기여하기 위해 설립된 경기도청 산하 지방공기업이다. 경기도청이 99.73%, 평택시청이 0.27%의 지분을 각각 보유하고 있다. 경기도 평택시 포승읍 평택항만길 73, 10층 (평택항마린센터)에 위치하고 있다.

## 설립 근거
- 경기평택항만공사의 설립 및 운영조례[3]

## 연혁
- 2001년 3월 5일 법인설립조례 공포 (조례 제3092호)
- 2001년 7월 16일 경기평택항만공사 설립
- 2001년 9월 14일 평택항 서부두 운영개시
- 2005년 4월 4일 평택항 서부두 운영사업 민간이양
- 2005년 4월 15일 평택항홍보관 운영개시
- 2005년 11월 25일 평택항마린센터 건립 위 수탁 협약체결 (경기도청 - 공사)
- 2006년 12월 15일 평택항 항만배후단지 개발사업 위 수탁 협약체결 (경기도청 - 공사)
- 2009년 1월 5일 포승물류부지 위 수탁 협약체결 (경기도청 - 공사)
- 2009년 10월 29일 평택항마린센터 준공
- 2010년 9월 28일 항만배후단지 1단계 기반시설 준공
- 2011년 12월 1일 항만배후단지 1단계(자유무역지역) 관리·운영
- 2012년 9월 20일 자본증대(포승물류부지 현물출자) 완료

## 주요 업무
- 평택항의 부두개발과 관리·운영
- 평택항 배후지의 개발, 관리와 운영
- 항만물류시설의 조성, 관리, 임대와 운영
- 항만활성화에 기여할 수 있는 외자와 민자유치, 그와 관련된 투자업무
- 다음 각 목의 업무에 대하여 국가 또는 지방자치단체가 대행시키거나 위탁한 업무

- 공유재산의 관리와 운영
- 평택항 홍보관의 관리와 운영
- 평택항 항만안내선 운영
- 그 밖의 평택항 개발 및 활성화와 관련된 업무
- 위의 업무에 따르는 사업
- 평택항과 관련하여 중앙정부 협조·건의 등 도지사가 필요하다고 인정하는 사업
- 마리나, 도서, 해양관광레저 등 해양개발사업
- 「지방공기업법」제2조에서 규정하는 사업
- 그 밖에 항만활성화와 관련한 학술연구용역, 포럼, 공청회 등에 관한 사업

## 조직

#### 사업개발본부
- 전략기획팀
- 경영지원팀
- 선박개발팀
- 항만운영팀
- 국제유통팀
- 항만사업팀
- 항만유지팀
- 철강지원팀

## 같이 보기
- 평택지방해양항만청
- 평택해양경비안전서
- 부산항만공사
- 여수광양항만공사
- 울산항만공사
- 인천항만공사
- 한국항만물류협회
- 한국통합물류협회